# Goya/Beste Nachwuchsdarstellerin

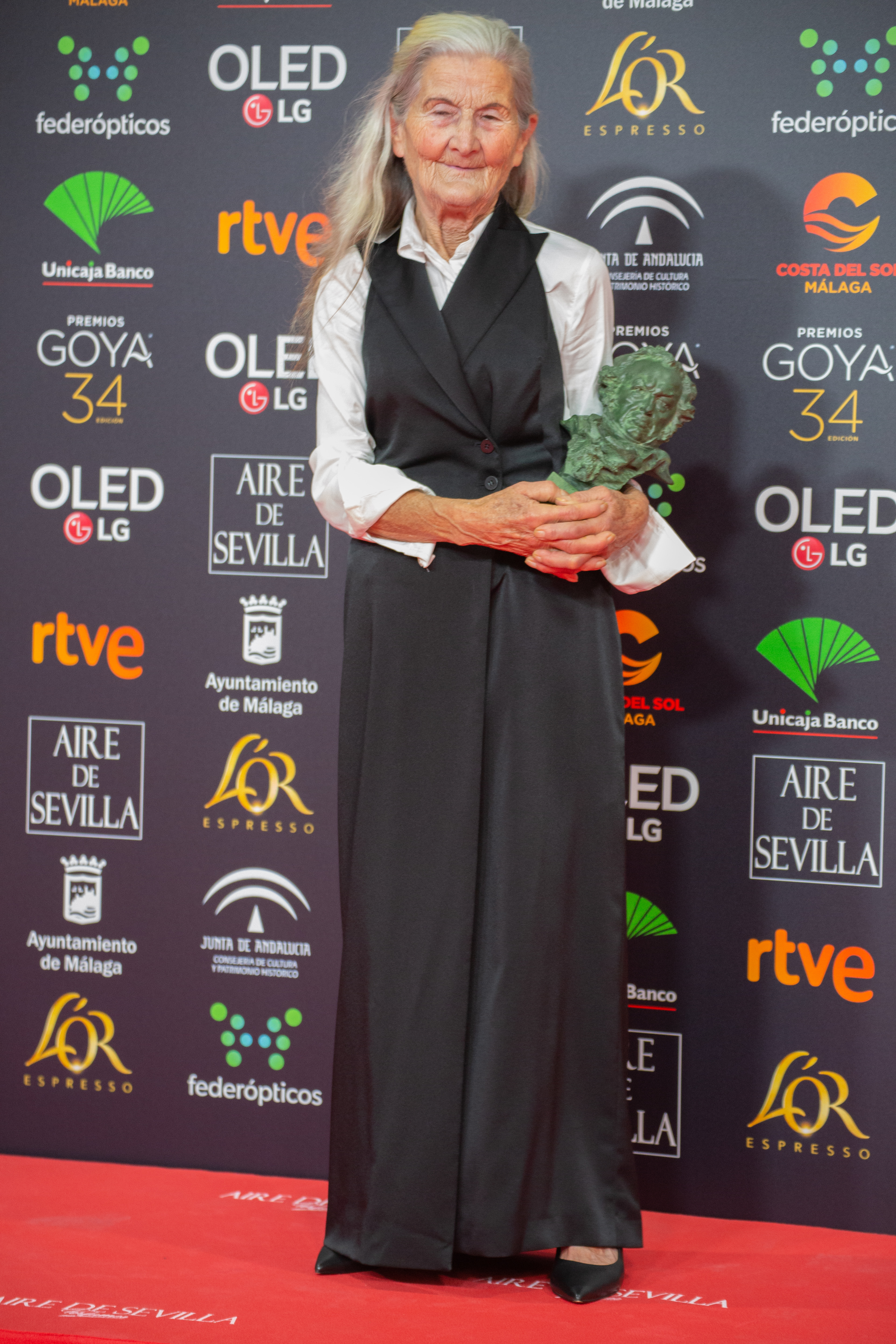
Mit 84 Jahren die Preisträgerin von 2020: Benedicta Sánchez

Gewinner und Nominierte für den spanischen Filmpreis Goya in der Kategorie Beste Nachwuchsdarstellerin (Mejor actriz revelación) seit der Verleihung im Jahr 1995, bei der erstmals der Goya in dieser Kategorie vergeben wurde. Ausgezeichnet werden die besten Nachwuchsschauspielerinnen einheimischer Filmproduktionen (auch spanische Koproduktionen) des jeweils vergangenen Jahres.
Im Jahr 2002 war mit der britischen Kinderdarstellerin Alakina Mann (für The Others) erstmals eine nicht-spanischsprachige Schauspielerin in dieser Kategorie nominiert.

## 1990er Jahre
1995
Ruth Gabriel – Deine Zeit läuft ab, Killer (Días contados)
- Candela Peña – Deine Zeit läuft ab, Killer (Días contados)
- Elvira Mínguez – Deine Zeit läuft ab, Killer (Días contados)

1996
Rosana Pastor – Land and Freedom
- Amara Carmona – Alma gitana
- María Pujalte – Entre rojas

1997
Ingrid Rubio – Más allá del jardín
- Lucía Jiménez – La buena vida
- Silke – Tierra

1998
Isabel Ordaz – Chevrolet
- Paulina Gálvez – Retrato de mujer con hombre al fondo
- Blanca Portillo – El color de las nubes

1999
Marieta Orozco – Barrio
- María Esteve – Rette mich, wer kann (Nada en la nevera)
- Violeta Rodríguez – Cosas que dejé en La Habana
- Goya Toledo – Mararía

## 2000er Jahre
2000
Ana Fernández – Solas
- Silvia Abascal – La fuente amarilla
- María Botto – Celos
- Antonia San Juan – Alles über meine Mutter (Todo sobre mi madre)

2001
Laia Marull – Fugitivas – Auf der Flucht (Fugitivas)
- Pilar López de Ayala – Besos para todos
- Luisa Martín – Terca vida
- Antónia Torrens – El mar

2002
Paz Vega – Lucia und der Sex (Lucía y el sexo)
- Malena Alterio – Vier Frauen gegen eine Bank (El palo)
- María Isasi-Isasmendi – Salvajes
- Alakina Mann – The Others

2003
Lolita Flores – Rencor
- Clara Lago – El viaje de Carol
- Marta Etura – La vida de nadie
- Nieves Medina – Montags in der Sonne (Los lunes al sol)

2004
María Valverde – Der Fremde im Park (La flaqueza del Bolchevique)
- Elisabet Gelabert – Öffne meine Augen (Te doy mis ojos)
- Nathalie Poza – Días de fútbol
- Verónica Sánchez – Al sur de Granada

2005
Belén Rueda – Das Meer in mir (Mar adentro)
- Mónica Cervera – Ein ferpektes Verbrechen – Crimen ferpecto (Crimen ferpecto)
- Nuria Gago – Héctor
- Teresa Hurtado – Astronautas

2006
Micaela Nevárez – Princesas
- Isabel Ampudia – 15 días contigo
- Bárbara Lennie – Obaba
- Alba Rodríguez – 7 Jungfrauen (7 vírgenes)

2007
Ivana Baquero – Pans Labyrinth (El laberinto del fauno)
- Adriana Ugarte – Cabeza de perro
- Bebe – La educación de las hadas
- Verónica Echegui – Yo soy la Juani

2008
Manuela Velasco – REC
- Gala Évora – Lola, la película
- Bárbara Goenaga – Oviedo Express
- Nadia de Santiago – Las 13 rosas

2009
Nerea Camacho – Camino
- Farah Hamed – Retorno a Hansala
- Esperanza Pedreño – Una palabra tuya
- Ana Wagener – El patio de mi cárcel

## 2010er Jahre
2010
Soledad Villamil – In ihren Augen (El secreto de sus ojos)
- Blanca Romero – After
- Leticia Herrero – Gordos – Die Gewichtigen (Gordos)
- Nausicaa Bonnín – Tres dies amb la família

2011
Marina Comas – Pa negre
- Carolina Bang – Mad Circus – Eine Ballade von Liebe und Tod (Balada triste de trompeta)
- Aura Garrido – Planes para mañana
- Natasha Yarovenko – Eine Nacht in Rom (Habitación en Roma)

2012
María León – La voz dormida
- Alba García – Verbo
- Michelle Jenner – No tengas miedo
- Blanca Suárez – Die Haut, in der ich wohne (La piel que habito)

2013
Macarena García – Blancanieves
- Carmina Barrios – Carmina o revienta
- Estefanía de los Santos – Kings of the City (Grupo 7)
- Cati Solivellas – Els nens salvatges

2014
Natalia de Molina – Vivir es fácil con los ojos cerrados
- Belén López – 15 años y un día
- Olimpia Melinte – Caníbal
- María Morales – Todas las mujeres

2015
Nerea Barros – La isla mínima – Mörderland (La isla mínima)
- Ingrid García-Jonsson – Schöne Jugend (Hermosa juventud)
- Yolanda Ramos – Carmina y amén
- Natalia Tena – 10.000 km

2016
Irene Escolar – Un otoño sin Berlín
- Yordanka Ariosa – Der König von Havanna (El rey de La Habana)
- Iraia Elias – Amama
- Antonia Guzmán – A cambio de nada

2017
Anna Castillo – El Olivo – Der Olivenbaum (El Olivo)
- Belén Cuesta – Kiki, el amor se hace
- Ruth Díaz – Tarde para la ira
- Sílvia Pérez Cruz – Cerca de tu casa

2018
Bruna Cusí – Fridas Sommer (Estiu 1993)
- Itziar Castro – Pieles – Du kannst nicht aus deiner Haut (Pieles)
- Sandra Escacena – Verónica – Spiel mit dem Teufel (Verónica)
- Adriana Paz – El Autor (El autor)

2019
Eva Llorach – Quién te cantará
- Gloria Ramos – Wir sind Champions (Campeones)
- Rosy Rodríguez – Carmen & Lola (Carmen y Lola)
- Zaira Romero – Carmen & Lola (Carmen y Lola)

## 2020er Jahre
2020
Benedicta Sánchez – O que arde
- Carmen Arrufat – La innocència
- Pilar Gómez – Adiós – Die Clans von Sevilla (Adiós)
- Ainhoa Santamaría – Mientras dure la guerra

2021
Jone Laspiur – Ane
- Griselda Siciliani – Sentimental
- Milena Smit – Cross the Line – Du sollst nicht töten (No matarás)
- Paula Usero – Rosas Hochzeit (La boda de Rosa)

2022
María Cerezuela – Maixabel – Eine Geschichte von Liebe, Zorn und Hoffnung (Maixabel)
- Almudena Amor – Der perfekte Chef (El buen patrón)
- Ángela Cervantes – Chavalas
- Nicolle García – Libertad

2023
Laura Galán – Piggy (Cerdita)
- Anna Otín – Alcarràs – Die letzte Ernte (Alcarràs)
- Luna Pamies – El agua
- Valèria Sorolla – La consagración de la primavera
- Zoe Stein – Mantícora

2024
Janet Novás – The Rye Horn (O corno)
- Sara Becker – La contadora de películas
- Clàudia Malagelada – Creatura
- Xinyi Ye – Chinas
- Yeju Ji – Chinas

2025
Laura Weissmahr – Salve María
- Zoe Bonafonte – El 47
- Mariela Carabajal – La estrella azul
- Marina Guerola – Los destellos
- Lucía Veiga – I am Nevenka (Soy Nevenka)